# Charlotte Lund
Charlotte von Rönne (født Charlotte Lund 18. september 1979) er en dansk tidligere professionel springrytter.
Charlotte von Rönne har været aktiv inden for hesteverdenen, siden hun var 11 år, både som ponyrytter og senere junior- og ungrytter.
I dag er hun bosat i Tyskland, hvor hun arbejder som selvstændig med avl-, sports- og salgsstald.

## Privatliv
Hun giftede sig med sin træner, Søren von Rönne, tilbage i 2012. Sammen har de sønnen Christian fra maj 2014. Hun er datter af den tidligere landsholdsspiller i fodbold Flemming Lund og søster til blogger og springrytter Tina Lund.